# Politeama Genovese

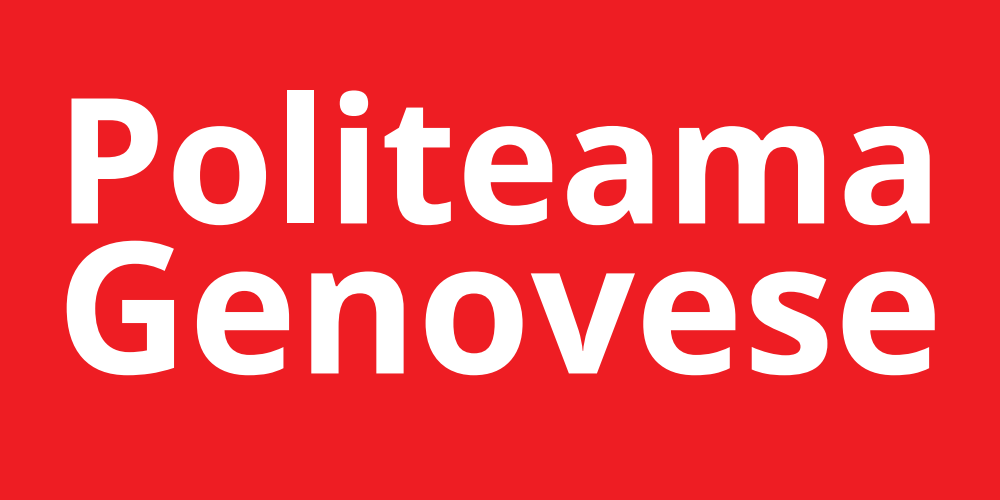
Il nuovo logo del teatro

Il Politeama Genovese è un teatro italiano situato nel centro di Genova, ai piedi del parco di Villetta Di Negro. È stato sede del Teatro Stabile di Genova dal 1936 al 1994, per poi passare a un'amministrazione privata. È collocato a pochi metri di distanza dal Teatro Eleonora Duse, sala che fa parte del Teatro Nazionale di Genova.

## Storia
Sull'altura situata nel centro di Genova, al limite dello storico quartiere di Portoria, nel 1821 Carlo Barabino terminò l'edificazione di un grande parco cittadino, l'Acquasola, presso cui la cittadinanza divenne solita trascorrere i periodi di riposo e le passeggiate. Per completare l'offerta di intrattenimenti dell'attrazione, nel 1825 fu edificato un primo teatro in legno, subito accanto al parco, presto ribattezzato col nome di Teatro Diurno, perché attivo durante nelle ore di luce della giornata. Charles Dickens lo descrisse così:
Visto il successo, sette anni più tardi, il teatro fu trasformato in un'arena aperta con circa tremila posti, con progetto di Luigi Prato.
(Charles Dickens (1843))
Fra il 1868 e il 1870, in seguito all'ampia urbanizzazione che coinvolgeva tutta la città in quei decenni, il teatro fu completamente riprogettato da Nicolò Bruno (progettista anche del Teatro Gustavo Modena e del Teatro Sociale di Camogli) e acquistato dai fratelli Chiarella. Lasciato dapprima scoperto, come uso per i cosiddetti teatri "da buon tempo", fu poi nel 1895 completato con l'intallazione di una tettoia permanente in ferro.
Tra i direttori d'orchestra più celebri dell'800 che hanno diretto al Politeama Genovese, il maestro Antonino Palminteri, presente sul podio nell'ottobre del 1893, portando in scena l'opera Aida di Giuseppe Verdi.. Il Politeama rivaleggiava con il Teatro Carlo Felice nella stagione lirica e fu il primo teatro in città a mettere in scena un'opera di Richard Wagner.
L'architetto Mario Labò lo ristrutturò nuovamente nel 1932, e a partire dal 1936 la struttura divenne sede del Teatro Stabile di Genova.
Durante i numerosi bombardamenti che Genova subì nel quinquennio della seconda guerra mondiale, il teatrò subì gravi danni strutturali, ritrovandosi al termine del conflitto semi distrutto dai bombardamenti alleati.
L'architetto Dante Datta firmò il progetto di ricostruzione del 1955, alloggiandolo nei fondi di una palazzina a pianta rotonda in stile neoclassico, sempre dirimpetto al parco dell'Acquasola e accanto a Piazza Corvetto. 
Nel 1994 terminò la gestione da parte del Teatro Stabile di Genova, e il Politeama Genovese fu acquistato dalla Politeama Spa, società che vedeva tra i propri soci Savina Savini Scerni, presidente del teatro fino alla sua morte nel 2019, e Danilo Staiti, direttore artistico, presidente e legale rappresentante.

## Descrizione
Il Politeama Genovese dispone di 1056 posti: 930 in platea e 126 fra galleria e palchi. Sono presenti 14 camerini.
Il palcoscenico, in legno nero, ha dimensioni di 16 x 9 metri e una pendenza del 2,5%. Il boccascena ha una larghezza massima di 15 metri e un'altezza massima di 5,5 metri. Il proscenio misura 1,20 metri, con una profondità di 2,2 metri. La graticcia, alta 9,4 metri, è a doghe di metallo. I ballatoi hanno un'altezza di 6,7 metri, con una distanza fra di loro di 15 metri.
Il sipario è motorizzato, a filo col proscenio.

## Cartellone
Il Politeama offre un cartellone che spazia fra teatro comico, prosa, commedia, musical, danza, balletto classico, ma anche teatro civile, prosa contemporanea e concerti.